# Adolphe Le Flô
Adolphe Emmanuel Charles Le Flô, francoski general, veleposlanik in politik, * 2. november 1804, Lesneven, Finistère, † 16. november 1887, Néchoat.
Le Flô je bil veleposlanik v Rusiji (1848), član Ustavodajne skupščine leta 1848, minister za vojno Francije (1870–71), poslanec Bretonje (1871–76) in veleposlanik v Rusiji (1871–79).